# Dun Rig
Dun Rig är en kulle i Storbritannien.   Den ligger i kommunen Scottish Borders och riksdelen Skottland, i den centrala delen av landet, 500 km norr om huvudstaden London. Toppen på Dun Rig är 707 meter över havet.
Terrängen runt Dun Rig är huvudsakligen kuperad. Runt Dun Rig är det ganska glesbefolkat, med 28 invånare per kvadratkilometer. Närmaste större samhälle är Peebles, 9,7 km norr om Dun Rig. I omgivningarna runt Dun Rig växer i huvudsak blandskog.